# Mikkel Følsgaard
Mikkel Boe Følsgaard (nascido em 1 de Maio de 1984, em Rønne) é um ator dinamarquês. Em 2012, ele ganhou o Urso de Prata de Melhor Ator no 62º Festival Internacional de Cinema de Berlim por sua interpretação do Rei Christian VII em O Amante da Rainha, o seu filme de estreia, enquanto ainda estudava na Escola Nacional Dinamarquesa de Artes Cênicas.

## Filmografia

### Cinema
| Ano  | Título                         | Função           | Notas                                                                 |
| ---- | ------------------------------ | ---------------- | --------------------------------------------------------------------- |
| 2012 | O Amante da Rainha             | Christian VII    | Urso de prata para Melhor Ator Prêmio Bodil de Melhor Actor principal |
| 2013 | O Guardião das Causas Perdidas | Uffe Lynggaard   |                                                                       |
| 2014 | Rosita                         | Johannes         |                                                                       |
| 2015 | Sommeren '92                   | Kim Vilfort      |                                                                       |
| 2015 | Terra de Minas                 | Lt. Ebbe Jensen  |                                                                       |
| 2016 | Um Jogo Sério                  | Lidner           |                                                                       |
| 2016 | Anda Comigo                    | Thomas Ingerslev |                                                                       |
| 2016 | Fuglene sobre sundet           | Jørgen           |                                                                       |

### Televisão
| Ano       | Título            | Função           | Notas            |
| --------- | ----------------- | ---------------- | ---------------- |
| 1996      | Bryggeren         | Carl             |                  |
| 2013      | Aqueles Que Matam | Oleg             | 1 episódio       |
| 2014      | Dicte             | Cato Vinding     | 1 episódio       |
| 2014-2017 | Os Herdeiros      | Emil Grønnegaard | Elenco principal |
| 2018      | The Rain          | Martin           | Elenco principal |